# Saison 2 de Corneil et Bernie
Chronologie
Saison 1
Cet article présente les épisodes de la deuxième saison de la série télévisée d'animation Corneil et Bernie.

## Épisode 1:Pas de Chocolats!
- France : 11 janvier 2014 sur Gulli

## Épisode 2:Le dogsitter qui Hurlait dans l'oreille des Chiens
- France : 11 janvier 2014 sur Gulli

## Épisode 3:Eglantine & Bouton d'or
- France : 12 janvier 2014 sur Gulli

## Épisode 4:C'est pas drôle
- France : 12 janvier 2014 sur Gulli

## Épisode 5:Une trottinette de fille
- France : 18 janvier 2014 sur Gulli

## Épisode 6:Vrai faux malade
- France : 18 janvier 2014 sur Gulli

## Épisode 7:Régime forcé
- France : 19 janvier 2014 sur Gulli

## Épisode 8:Le Ballon de Barge
- France : 19 janvier 2014 sur Gulli

## Épisode 9:Tatie Bingo
- France : 25 janvier 2014 sur Gulli

## Épisode 10:Tu seras un homme Bernie
- France : 25 janvier 2014 sur Gulli

## Épisode 11:Interdit aux chiens
- France : 26 janvier 2014 sur Gulli

## Épisode 12:Surprise
- France : 26 janvier 2014 sur Gulli

## Épisode 13:Garde alternée
- France : 1er février 2014 sur Gulli

## Épisode 14:Benêt party
- France : 1er février 2014 sur Gulli

## Épisode 15:On est des Champions... Ou pas!
- France : 2 février 2014 sur Gulli

## Épisode 16:Papa, j'veux ça!
- France : 2 février 2014 sur Gulli

## Épisode 17:Vole la vedette, vole!
- France : 8 février 2014 sur Gulli

## Épisode 18:Pourquoi tu m'aimes?
- France : 8 février 2014 sur Gulli

## Épisode 19:Tofu ou quoi?
- France : 15 mars 2014 sur Gulli

## Épisode 20:Catherine
- France : 15 mars 2014 sur Gulli

## Épisode 21:Arnold le séducteur
- France : 16 mars 2014 sur Gulli

## Épisode 22:Muse en folie
- France : 16 mars 2014 sur Gulli

## Épisode 23:Jocelyne à tout prix!
- France : 22 mars 2014 sur Gulli

## Épisode 24:Le coup du siècle
- France : 22 mars 2014 sur Gulli

## Épisode 25:Des vacances de milliardaire
- France : 23 mars 2014 sur Gulli

## Épisode 26:Ça va pas!
- France : 23 mars 2014 sur Gulli

## Épisode 27:Mon fantôme bien aimé
- France : 5 mai 2014 sur Gulli

## Épisode 28:Rico, la revanche
- France : 5 mai 2014 sur Gulli

## Épisode 29:Dollar Panic!
- France : 27 février 2016 sur Gulli

## Épisode 30:Alerte à Maligu
- France : 27 février 2016 sur Gulli

## Épisode 31:C'est de la bombe
- France : 28 février 2016 sur Gulli

## Épisode 32:Week-end au Mexique
- France : 28 février 2016 sur Gulli

## Épisode 33:Poker Face
- France : 5 mars 2016 sur Gulli

## Épisode 34:Danger public
- France : 5 mars 2016 sur Gulli

## Épisode 35:Tonton Gina
- France : 6 mars 2016 sur Gulli

## Épisode 36:Un chiot si je veux
- France : 6 mars 2016 sur Gulli

## Épisode 37:Le premier baiser de la fin du monde
- France : 12 mars 2016 sur Gulli

## Épisode 38:Une journée de folie
- France : 12 mars 2016 sur Gulli

## Épisode 39:Un ami de John
- France : 13 mars 2016 sur Gulli

## Épisode 40:La star le scoop et le fan
- France : 13 mars 2016 sur Gulli

## Épisode 41:Tous à la campagne
- France : 19 mars 2016 sur Gulli

## Épisode 42:Corneil express
- France : 19 mars 2016 sur Gulli

## Épisode 43:Elvis, Johnny et les autres
- France : 20 mars 2016 sur Gulli

## Épisode 44:La perle rare
- France : 20 mars 2016 sur Gulli

## Épisode 45:Speed Sitter
- France : 26 mars 2016 sur Gulli

## Épisode 46:Le meilleur des ados
- France : 26 mars 2016 sur Gulli

## Épisode 47:Le gang des trottinettes
- France : 2 avril 2016 sur Gulli

## Épisode 48:Anguille sous canapé
- France : 2 avril 2016 sur Gulli

## Épisode 49:Garde ton corps
- France : 2 avril 2016 sur Gulli

## Épisode 50:Calamity Mamie
- France : 3 avril 2016 sur Gulli

## Épisode 51:Le défilé
- France : 3 avril 2016 sur Gulli

## Épisode 52:L'art de la guerre
- France : 3 avril 2016 sur Gulli